# Coryneliales
Coryneliales es un orden de hongos ascomicetos en la clase Eurotiomycetes y la subdivisión Pezizomycotina. Las especies en este orden son casi exclusivamente propias de los trópicos, primariamente como patógeno en gimnosperma Podocarpus, si bien ha sido encontrado en otras plantas como Nothofagus en el hemisferio sur y Drimys. El orden fue circunscrito por Fred Jay Seaver y Carlos E. Chardón en 1924.